# Contadero
Contadero é um município da Colômbia, localizado no departamento de Nariño.